# Julija Graudyń
Julija Igoriewna Graudyń (ros. Юлия Игоревна Граудынь; ur. 13 listopada 1970 w Moskwie) – rosyjska lekkoatletka, płotkarka.
Podczas mistrzostw świata (Göteborg 1995) wygrała bieg finałowy na 100 metrów przez płotki, ale w jego trakcie jedna z zawodniczek potknęła się i upadła. Protest złożony przez członków jej reprezentacji został uwzględniony a bieg finałowy powtórzono. W powtórce finału Graudyn zajęła trzecie miejsce. Był to jej ostatni międzynarodowy sukces.
Graudyń dwukrotnie reprezentowała Rosję podczas igrzysk olimpijskich: w Atlancie (1996) odpadła w półfinale, a w Sydney (2000) nie ukończyła biegu ćwierćfinałowego.

## Osiągnięcia
- 4. miejsce podczas mistrzostw świata juniorów (Sudbury 1988)[1]
- srebrny medal mistrzostw Europy juniorów (Varaždin 1989), podczas tych zawodów biegła także w eliminacjach sztafety 4 x 100 metrów, sztafeta ZSRR z Graudyń na pierwszej zmianie wygrała bieg eliminacyjny, w finale już bez Graudyń sztafeta uplasowała się na 4. pozycji[2]
- 4. miejsce na halowych mistrzostwach świata (bieg na 60 metrów przez płotki, Toronto 1993)
- srebrny medal mistrzostw Europy (Helsinki 1994)
- 2. lokata podczas finału Grand Prix IAAF (Paryż 1994)
- brąz mistrzostw świata (Göteborg 1995)

Trzykrotnie zdobywała złote medale mistrzostw Rosji.